# شبنؤبت الثانية
شبنؤبت الثانية كانت أميرة مصرية قديمة من الأسرة الخامسة والعشرين وأصبحت زوجة لآمون و المتعبدة الإلهية لآمون ، من حوالي 650 قبل الميلاد إلى 700 قبل الميلاد. كانت ابنة أول فرعون كوشي بعنخي  وشقيقة كلا من شباكا و طهارقة.

## سيرة شخصية
تم تبنيها من قبل سلفها في المنصب أماني ريديس الأولى أخت بعنخي. كانت شبنؤبت زوجة لآمون منذ بداية حكم طهارقة حتى السنة التاسعة لحكم الفرعون إبسماتيك الأول. أثناء وجودها في منصبها ، كان عليها أن تأتي إلى إتفاق لتقاسم السلطة مع رئيس بلدية طيبة ، منتومحات. 
تم إختيار ابنة أختها أماني ريديس الثانية ابنة طهارقة كوريثة لها.  اضطرت شبنؤبت إلى تبني نيتوكريس الأولي ، ابنة الفرعون إبسماتيك الأول الذي أعاد توحيد مصر بعد الغزو الآشوري. ويتجلى ذلك في ما يسمى لوحة تبني نيتوكريس. في 656 قبل الميلاد ، بحلول السنة التاسعة من عهد إبسماتيك الأول ، إستفبلت نيتوكريس الأولي في طيبة.  
يقع قبرها في أراضي مدينة هابو.  وقد خلفتها أماني ريديس الثانية والتي خلفتها نيتوكريس الأولي.

## صور

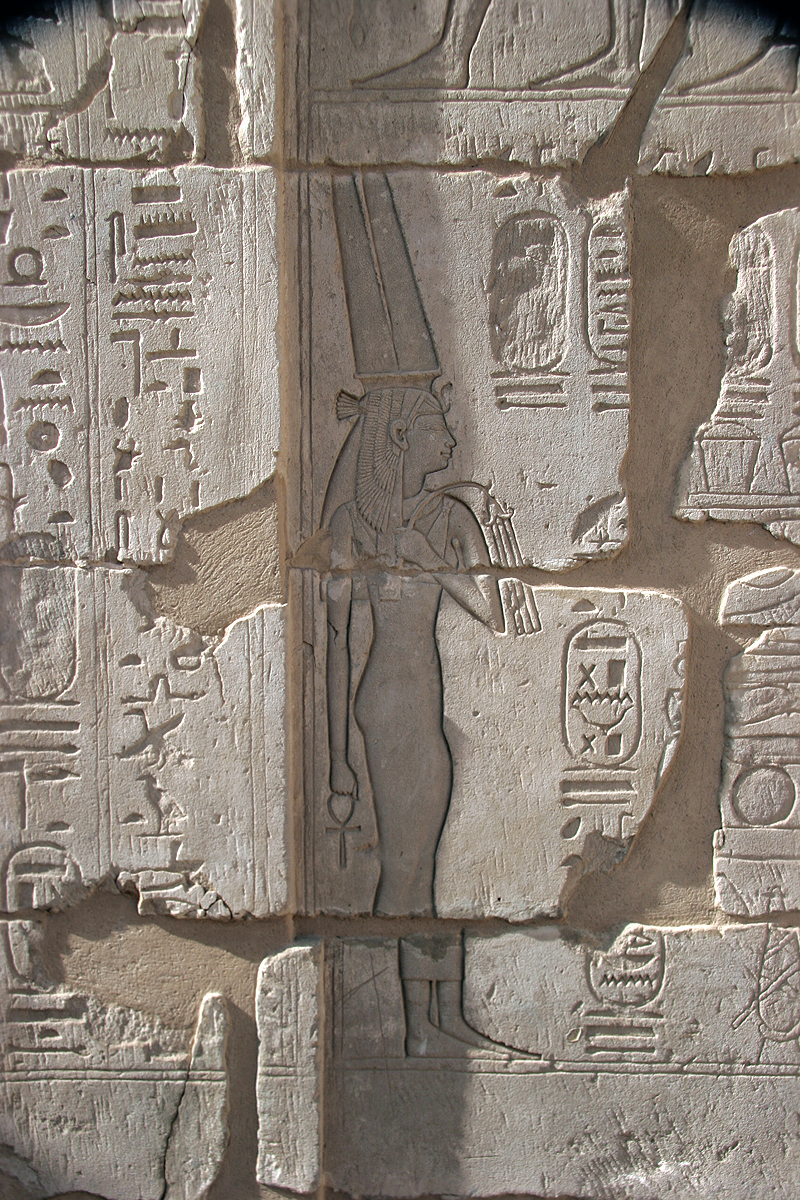
شبنؤبت الثانية في مدينة هابو
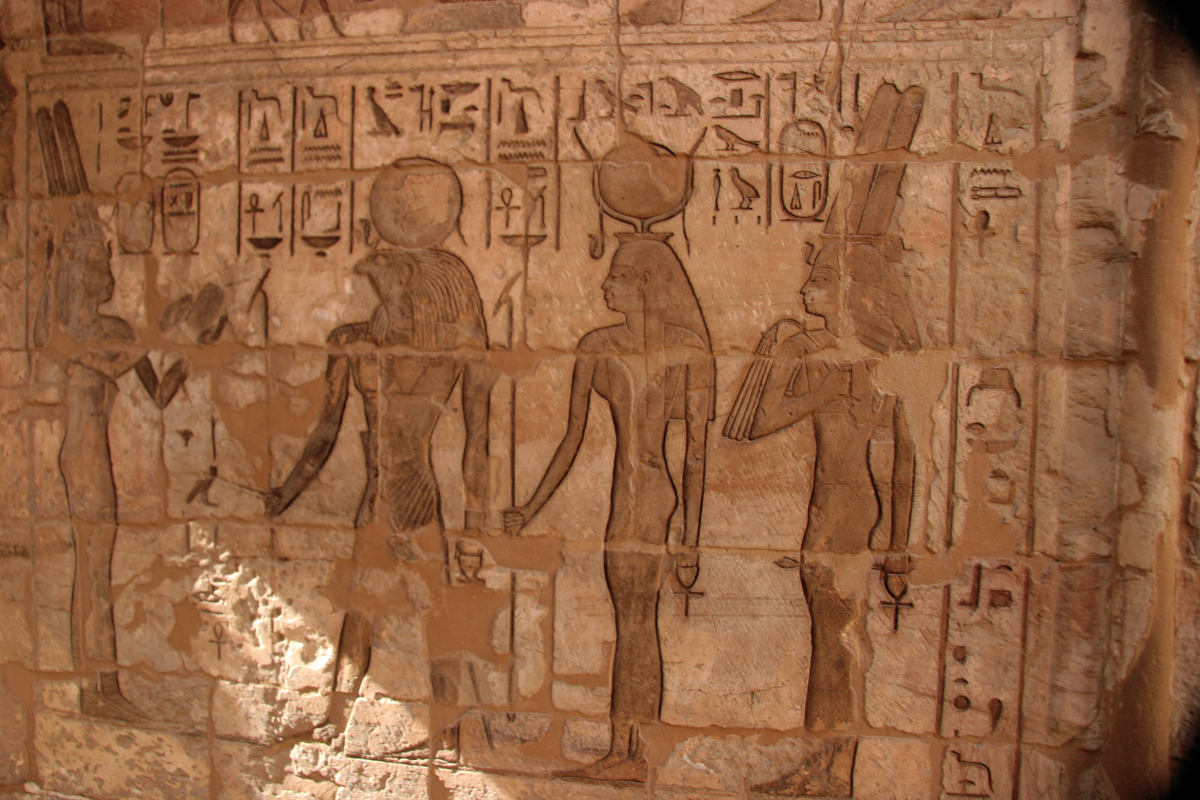
شبنؤبت الثانية و أماني ريديس الثانية في مدينة هابو
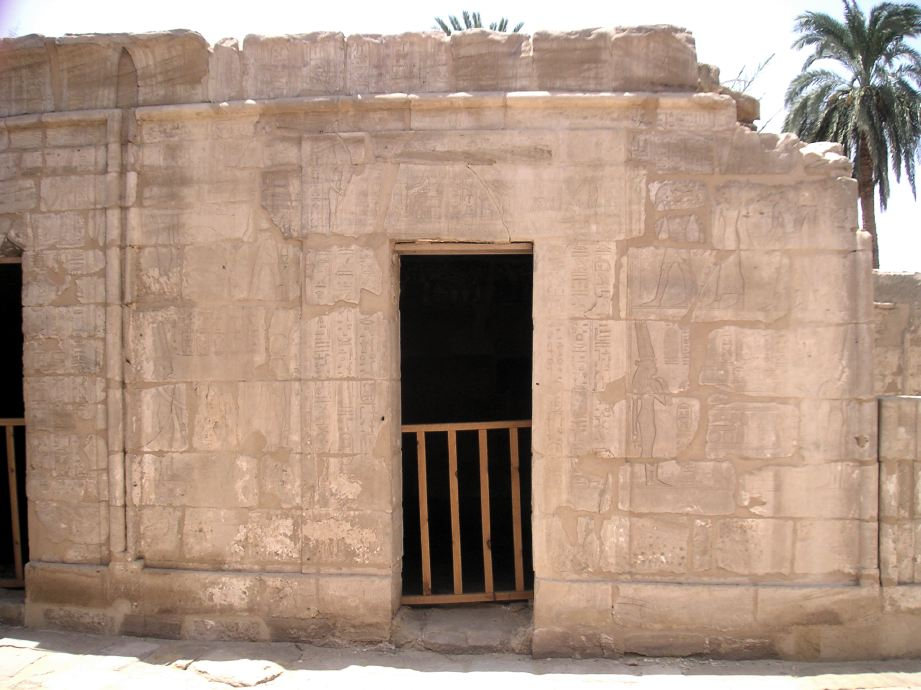
كنيسة شبنؤبت الثانية في مدينة هابو
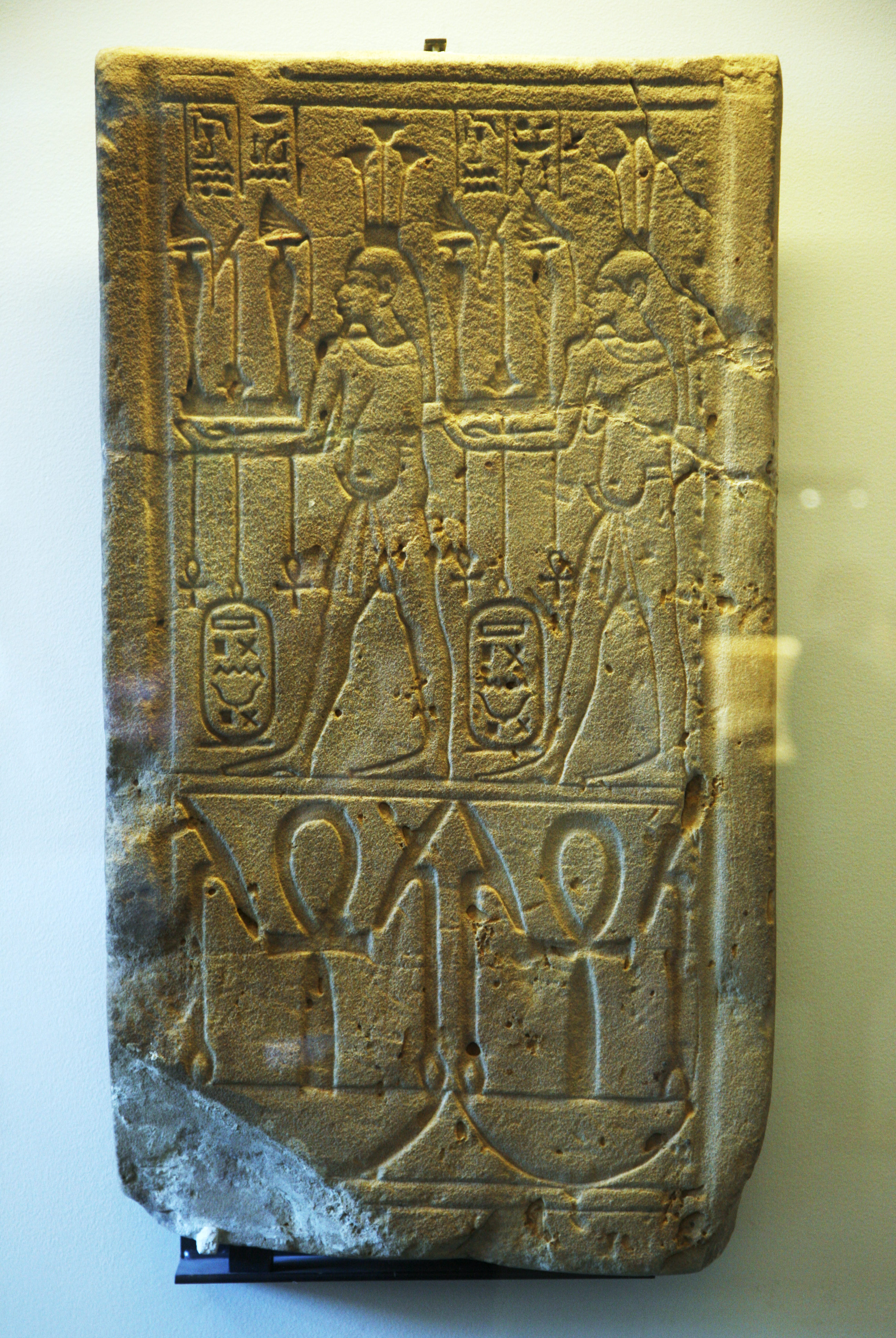
خرطوشة شبنؤبت الثانية
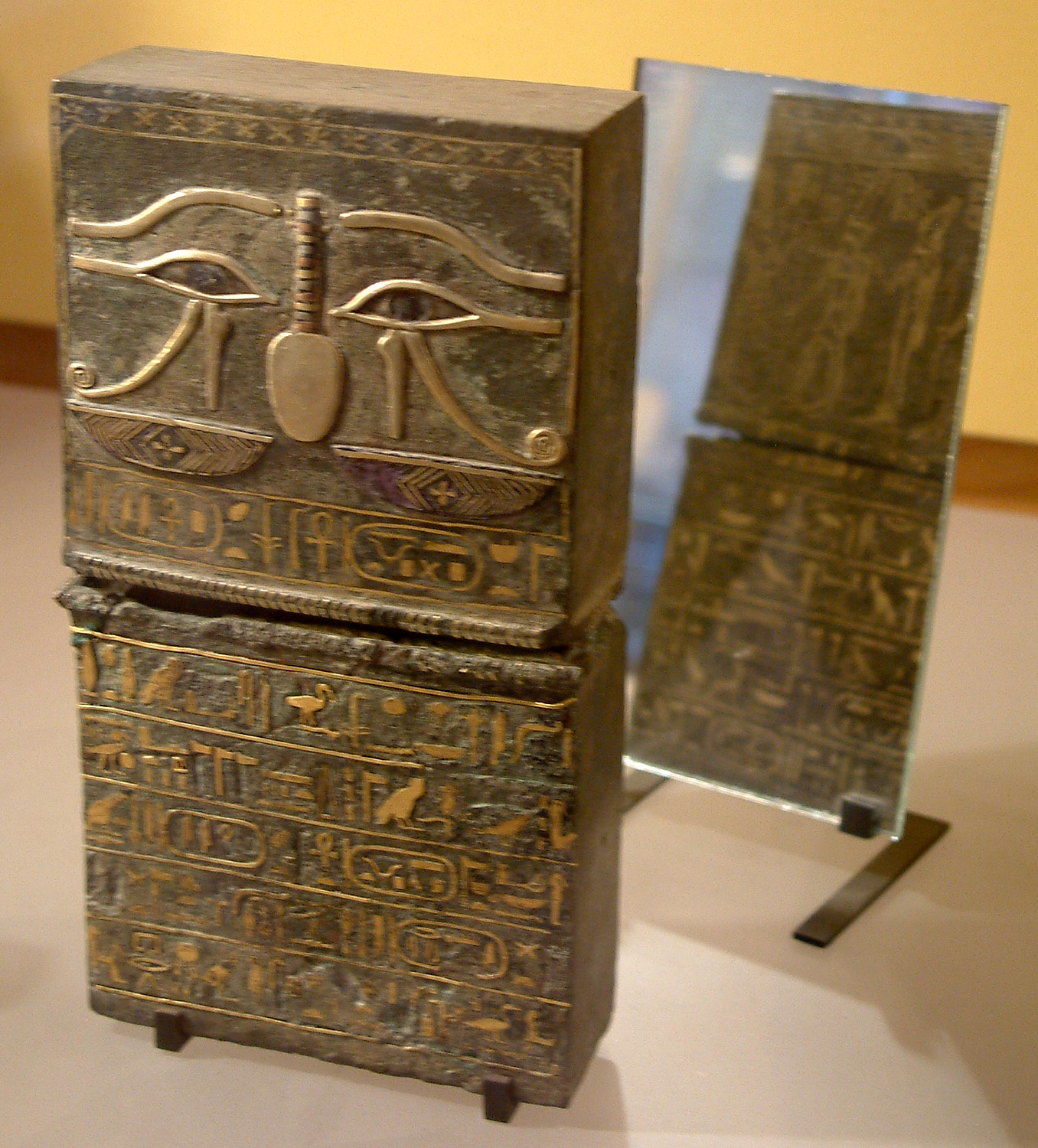
مربع باسم شبنؤبت الثانية
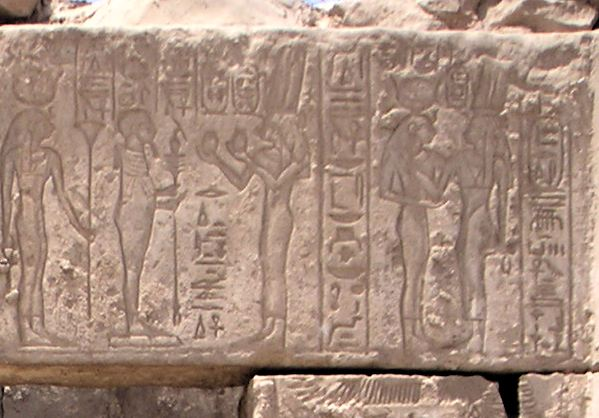
شبنؤبت الثانية و أماني ريديس الثانية

| قبلها: أماني ريديس الأولي | زوجة آمون              | بعدها: نيتوكريس الأولي |
| أماني ريديس الأولي        | المتعبدة الإلهية لآمون | أماني ريديس الثانية    |